# André Silva (ur. 1997)
André Oliveira Silva (ur. 3 czerwca 1997 w Taboão da Serra) – brazylijski piłkarz występujący na pozycji napastnika, od 2024 roku zawodnik São Paulo.